# محمد عبد الله المبارك الصباح
الشيخ محمد عبد الله المبارك الصباح (مواليد 2 أكتوبر 1971) سياسي كويتي ، وزير شؤون الديوان الأميري منذ 12 أغسطس 2021. وهو الإبن الثاني للشيخ عبد الله المبارك الصباح بعد أخيه الأكبر الشيخ مبارك الذي توفي صغيرًا، ووالدته هي الشيخة الدكتورة سعاد محمد الصباح، وهو الحفيد المباشر لمؤسس الكويت الحديثة وحاكم الكويت الأسبق الشيخ مبارك الصباح. 

## نشأته
ولد في 2 أكتوبر 1971 في القاهرة، وتلقى تعليمه الأولي في «المدرسة الإنجليزية الحديثة» في الكويت وذلك في الفترة الممتدة ما بين عامي 1979 و1986، لينتقل بعدها إلى جنيف ويلتحق «بمدرسة دو ليمان» التي تخرج منها بالحصول على الدبلومة الثانوية في عام 1988، التحق بعد ذلك «بكلية إيتون» بالمملكة المتحدة وذلك حتى عام 1990 عندما انتقل إلى «جامعة أوكسفورد»، وفي ذات العام عمل موظف اتصالات مع الجيش البريطاني أثناء حرب الخليج الثانية، وفي عام 1995 حصل على شهادة البكالوريوس في العلوم السياسية من «جامعة نوتنغهام» في المملكة المتحدة، وفي عام 1996 حصل على شهادة الماجستير في الدراسات الدولية والدبلوماسية من «جامعة لندن».

## عمله
في عام 1997 عمل بصفة باحث في أمانة اللجان الوزارية بمجلس الوزراء، وفي عام 2000 رقيّ إلى وكيل مساعد في مركز شؤون المعلومات والبحث التابع لوزارة شؤون مجلس الوزراء، وفي عام 2002 عين رئيسًا لجهاز خدمة المواطن، وفي عام 2007 عين رئيسًا لجهاز متابعة وتقييم الأداء الحكومي.
وفي 14 فبراير 2012 صدر مرسوماً بتشكيل الحكومة حيث عُين وزيرًا للإعلام. وفي 19 يوليو 2012 صدر مرسوماً بتشكيل الحكومة حيث عُين إضافة لمنصب وزير الإعلام وزيراً للدولة لشؤون مجلس الوزراء.  وشغل منصب وزير الإعلام حتى 11 ديسمبر 2012 وفي 11 ديسمبر 2012 صدر مرسوماً بتشكيل الحكومة حيث عُين إضافة لمنصب وزير الدولة لشؤون مجلس الوزراء وزيراً للدولة لشؤون البلدية وشغل منصب وزير الدولة لشؤون البلدية حتى 4 أغسطس 2013. وفي 4 أغسطس 2013 صدر مرسوماً بتشكيل الحكومة حيث عُين إضافة لمنصب وزير الدولة لشؤون مجلس الوزراء وزيراً للصحة. وشغل منصب وزير الصحة حتى 6 يناير 2014 وشغل منصب وزير الدولة لشؤون مجلس الوزراء حتى 11 ديسمبر 2017.
وفي 19 ديسمبر 2017 صدر مرسوماً بتعين نائباً لوزير شؤون الديوان الأميري بدرجة وزير. 
وفي 12 أغسطس 2021 صدر مرسوماً بتعينه وزيرًا لشؤون الديوان الأميري. 

## حياته العائلية
متزوج من الشيخة بيبي فهد الأحمد الصباح، ولهما من الأولاد:
- عبد الله.
- سعاد.
- فضيلة.
- فهد.
- نور.
- صباح.

ثم تزوج من رشا العجيمان، وأنجب منها:
- مبارك.
- جابر.
- حمود.